# Jagiellonia Białystok w sezonie 1959

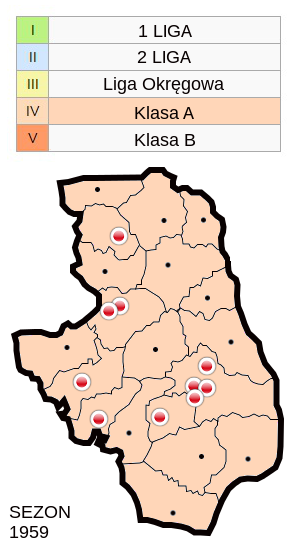
BOZPN - Zespoły występujące w Klasie A w sezonie 1959

Jagiellonia Białystok przystąpiła do rozgrywek klasy A Białostockiego OZPN.

## IV poziom rozgrywkowy
Drużyna Jagiellonii jako beniaminek A klasy wygrywa rywalizację i awansuje do Ligi Okręgowej (III poziom rozgrywek). Oprócz dobrej postawy zawodników wyróżniającą postacią był trener Bernard Dryll.

## Tabela Klasy A Białostocki OZPN
| Lp. | Drużyna               | M  | Z  | R | P  | Bramki | Bramki | Różn. | Pkt. | Uwagi            |
| --- | --------------------- | -- | -- | - | -- | ------ | ------ | ----- | ---- | ---------------- |
| 1   | Jagiellonia Białystok | 18 | 14 | 1 | 3  | 64     | 22     | +42   | 29   | Awans do kl.Okr. |
| 2   | ŁKS Start Łomża       | 18 | 14 | 0 | 4  | 59     | 25     | +34   | 28   | Awans do kl.Okr. |
| 3   | ZKS Zambrów           | 18 | 12 | 1 | 5  | 65     | 35     | +30   | 25   | Awans do kl.Okr. |
| 4   | Warmia Grajewo        | 18 | 10 | 0 | 8  | 61     | 37     | +24   | 20   |                  |
| 5   | Gwardia Grajewo       | 18 | 10 | 0 | 8  | 32     | 31     | +1    | 20   | Fuzja po sezonie |
| 6   | Gwardia II Białystok  | 18 | 9  | 1 | 8  | 39     | 48     | -9    | 19   |                  |
| 7   | Czarni Olecko         | 18 | 5  | 1 | 12 | 34     | 53     | -19   | 11   | Spadek kl.B      |
| 8   | Włókniarz Białystok   | 18 | 4  | 2 | 12 | 33     | 60     | -27   | 10   | Spadek kl.B      |
| 9   | Pogoń II Łapy         | 18 | 3  | 2 | 13 | 26     | 60     | -34   | 8    | Spadek kl.B      |
| 10  | Supraślanka Supraśl   | 18 | 4  | 0 | 14 | 36     | 84     | -48   | 8    | Spadek kl.B      |

- Do Ligi Okręgowej awansowały Jagiellonia oraz ŁKS Łomża. Po sezonie decyzją władz został awansowany również zespół z Zambrowa.
- Po sezonie fuzja Gwardii Grajewo z Warmią.

## Mecze
| Mecze i wyniki | Mecze i wyniki       | Mecze i wyniki                     | Mecze i wyniki | Mecze i wyniki | Mecze i wyniki       | Mecze i wyniki | Mecze i wyniki  | Poz w lidze. | Poz w lidze. | Poz w lidze. |
| Lp. | Data                 | Rozgrywki                          | F.             | D/W            | Przeciwnik           | Wynik          | Strzelcy bramek | M.           | P.           | Br.          |
| --- | -------------------- | ---------------------------------- | -------------- | -------------- | -------------------- | -------------- | --------------- | ------------ | ------------ | ------------ |
| 1 285 | 12.04.1959 Łomża     | Klasa A - 1 kol.                   | -              | W              | ŁKS Łomża            | 3:1            |                 | 8            | 0            | 1:3          |
| 2 286 | 19.04.1959 Białystok | Klasa A - 2 kol.                   | -              | D              | Gwardia Grajewo      | 4:2            |                 | 5            | 2            | 5:5          |
| 3 287 | 26.04.1959 Grajewo   | Klasa A - 3 kol.                   | -              | W              | Warmia Grajewo       | 3:0            |                 | 7            | 2            | 5:8          |
| 4 288 | 10.05.1959 Białystok | Klasa A - 4 kol.                   | -              | D              | Gwardia II Białystok | 10:0           |                 | 5            | 4            | 15:8         |
| 5 289 | 17.05.1959 Zambrów   | Klasa A - 5 kol.                   | -              | W              | ZKS Zambrów          | 2:2            |                 | 4            | 5            | 17:10        |
| 6 290 | 24.05.1959 Białystok | Klasa A - 6 kol.                   | -              | D              | Pogoń II Łapy        | 7:0            |                 | 5            | 7            | 24:10        |
| 7 291 | 31.05.1959 Supraśl   | Klasa A - 7 kol.                   | -              | W              | Supraślanka Supraśl  | 2:3            |                 | 5            | 9            | 27:12        |
| 8 292 | 14.06.1959 Białystok | Klasa A - 8 kol.                   | -              | D              | Czarni Olecko        | 5:0            |                 | 4            | 11           | 32:12        |
| 9 293 | 21.06.1959 Białystok | Klasa A - 9 kol.                   | -              | W              | Włókniarz Białystok  | 0:4            |                 | 3            | 13           | 36:12        |
| 10 294 | 19.07.1959 Białystok | Klasa A - 10 kol.                  | -              | D              | ŁKS Łomża            | 1:0            |                 | 1            | 15           | 37:12        |
| | 26.07.1959 Grajewo   | Klasa A - 11 kol.                  | -              | W              | Gwardia Grajewo      | (przeł.)       |                 | 2            | 15           | 37:12        |
| 11 295 | 02.08.1959 Białystok | Klasa A - 12 kol.                  | -              | D              | Warmia Grajewo       | 5:1            |                 | 1            | 17           | 42:13        |
| 12 296 | 09.08.1959 Białystok | Klasa A - 13 kol.                  | -              | W              | Gwardia II Białystok | 0:4            |                 | 1            | 19           | 46:13        |
| 13 297 | 16.08.1959 Białystok | Klasa A - 14 kol.                  | -              | D              | ZKS Zambrów          | 4:2            |                 | 1            | 21           | 50:15        |
| 14 298 | 23.08.1959 Łapy      | Klasa A - 15 kol.                  | -              | W              | Pogoń II Łapy        | 2:3            |                 | 1            | 23           | 53:17        |
| 15 299 | 27.08.1959 Grajewo   | Klasa A - (11) kol. (zaległy mecz) | -              | W              | Gwardia Grajewo      | 0:1            |                 | 1            | 25           | 54:17        |
| | 30.08.1959 Białystok | Klasa A - 16 kol.                  | -              | D              | Supraślanka Supraśl  | (przeł.)       |                 | 1            | 25           | 54:17        |
| 16 300 | 01.09.1959 Białystok | Klasa A - (16) kol. (zaległy mecz) | -              | D              | Supraślanka Supraśl  | 6:0            |                 | 1            | 27           | 60:17        |
| 17 301 | 06.09.1959 Olecko    | Klasa A - 17 kol.                  | -              | W              | Czarni Olecko        | 5:2            |                 | 1            | 27           | 62:22        |
| 18 302 | 17.09.1959 Białystok | Klasa A - 18 kol.                  | -              | D              | Włókniarz Białystok  | 2:0            |                 | 1            | 29           | 64:22        |
| - rozgrywki ligowe, - rozgrywki pucharu polski, - rozgrywki pucharu ligi, - rozgrywki ligi europejskiej, - mecze barażowe lub eliminacyjne, - inne. Liczba meczów w sezonie:1 2 (wszystkie mecze na najwyższym poziomie rozgrywkowym)3 (wszystkie mecze w rozgrywkach ligowych bez baraży) , Puchar Polski: 2 (mecze Pucharu Polski na szczeblu centralnym)3 (wszystkie mecze w Pucharze Polski) |                      |                                    |                |                |                      |                |                 |              |              |              |

- Rozgrywki Pucharu Polski nie były przeprowadzone.

Przed 7 kolejką spotkań zweryfikowano wyniki meczów: 
- Mecz z dn.12.04.1959r. - Supraślanka Supraśl : Gwardia II Białystok zweryfikowano na 0:3(vo)
- Mecz z dn.03.04.1959r. - Włókniarz Białystok : Gwardia Grajewo zweryfikowano na 0:3(vo)

## Turniej z okazji 15-lecia wyzwolenia Białegostoku
Dnia 26 kwietnia na stadionie miejskim odbył się turniej z okazji 15-lecia wyzwolenia Białegostoku. Z tego powodu przełożono mecz z Gwardią Grajewo na 27 sierpnia. Turniej rozgrywał się w formule 2 x 15min.
| Lp. | Drużyna               | M | Z | R | P | Bramki | Bramki | Różn. | Pkt. | Uwagi |
| --- | --------------------- | - | - | - | - | ------ | ------ | ----- | ---- | ----- |
| 1   | Ognisko Białystok     | 3 | 2 | 0 | 1 | 3      | 1      | +2    | 4    |       |
| 2   | Włókniarz Białystok   | 3 | 2 | 0 | 1 | 3      | 2      | +1    | 4    |       |
| 3   | Tur Bielsk Podlaski   | 3 | 1 | 1 | 1 | 3      | 2      | +1    | 3    |       |
| 4   | Jagiellonia Białystok | 3 | 0 | 1 | 0 | 0      | 3      | -3    | 1    |       |

Mecze:
- Jagiellonia : Ognisko 0:0
- Ognisko : Włókniarz 1:0
- Jagiellonia : Tur 0:2
- Włókniarz : Tur 2:1
- Ognisko : Tur 2:1
- Jagiellonia : Włókniarz 0:1